# Óleo vegetal combustível
O óleo vegetal é um combustível alternativo para motores diesel e para queimadores como óleo para aquecimento. Para os motores concebidos para queimar combustível diesel, a viscosidade dos óleos vegetais deve ser reduzida para permitir a adequada atomização do combustível, caso contrário, a combustão incompleta e os resíduos de carbono produzidos finalmente danificarão o motor. Muitos entusiastas referem-se ao óleo vegetal usado como combustível como óleo vegetal residual (em inglês waste vegetable oil, WVO) se ele é óleo que foi descartado a partir de um processo de fritura ou ainda óleo vegetal direto (straight vegetable oil, SVO) ou óleo vegetal puro (pure plant oil PPO) para "distingui-lo" do biodiesel.

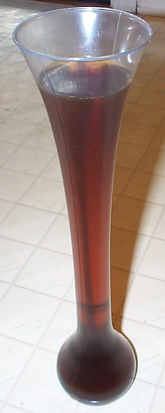
Óleo vegetal residual que foi filtrado.

São apresentadas vantagens na utilização de óleo vegetal como combustível, incluindo a menor produção de fuligem e o fato que combustíveis de origem vegetal são isentos de enxofre em relação aos combustíveis fósseis, não sendo agentes poluidores. São citadas a melhor lubrificação interna do motor e o evidente que pelo balanço de carbono os óleos vegetais não contribuem para o efeito estufa por serems oriundos de fontes renováveis. Em comparação à utilização de biodiesel, o óleo vegetal oferece vantagens, sendo um processo menos complexo e requerendo menor infra-estrutura, conhecimento de química e manuseio de produtos químicos perigosos. A própria adição em taxas de até 10% de óleos vegetais ao óleo diesel derivado de petróleo é recomendada por motivos de desgaste e lubrificação.
Adaptações de um veículo ao óleo vegetal implica a instalação de um conjunto de implementos de relativamente baixo custo, sendo que a conversão do motor é realizada apenas uma vez e não exigindo maiores cuidados ou manutenções, tendo sido testados em tratores e microtratores, barcos, caminhões, camionetes e motores estacionários.